# MNK Seljak Livno
MNK Seljak je malonogometni (dvoranski nogomet) klub iz Livna. Trenutačno se natječe u Prvoj futsal ligi FBiH – Jug.

## Povijest
Klub je osnovan 1979. godine. U sezoni 1989./90. Seljak je bio doprvak jugoslavenske lige nakon što je u doigravanju za prvaka u Srijemskoj Mitrovici 11. veljače 1990. poražen od zagrebačke Uspinjače rezultatom 2:0.  
U sezoni 1990./91. postali su prvaci Jugoslavije pobjedom nad Uspinjačom od 1:0 u finalu odigranom 13. siječnja 1991. u Zagrebu. Na europskom kupu prvaka odigranom u Madridu 1991. godine Seljak je završio kao trećeplasirana momčad. 
Trostruki je prvak Federacije BiH (2002./03., 2005./06., 2006./07.). U sezoni 2000./01. Seljak je bio osvajač kupa BiH.

## Vanjske poveznice
- Službene stranice  Arhivirana inačica izvorne stranice od 22. listopada 2014. (Wayback Machine)